# Думбравени (Бистрица-Насауд)
Думбравени (рум. Dumbrăveni) насеље је у Румунији у округу Бистрица-Насауд у општини Чичеу-Ђурђешти. Oпштина се налази на надморској висини од 326 m.

## Становништво
Према подацима из 2002. године у насељу је живело 765 становника, од којих су сви румунске националности.